# Lovin'you
《Lovin' you》是韩国男子团体東方神起在日本发行的第11张单曲。于2007年6月13日由rhythm zone公司发行。

## 概要
单曲分为「CD+DVD 初回限定盘」「CD ONLY 通常盘」两种版本发行。附属DVD中收录了《Lovin' you》的MV和MV拍摄过程（只在于“初回限定盘”中收录）。

## 收录内容

### CD+DVD
CD
1. 《Lovin' you》
2. 《五线纸》
3. 《Lovin' you》-Less Vocal-
4. 《五线纸》-Less Vocal-

DVD
1. 《Lovin' you》(Video Clip)
2. 《Lovin' you》(Off Shot Movie)

### CD ONLY
1. 《Lovin' you》
2. 《五线纸》
3. 《约束》-extra NSB mix-
4. 《Lovin' you》-Less Vocal-
5. 《五线纸》-Less Vocal-